# Rouécourt
Rouécourt é uma comuna francesa na região administrativa de Grande Leste, no departamento de Haute-Marne. Estende-se por uma área de 7,82 km². Em 2010 a comuna tinha 49 habitantes (densidade: 6,3 hab./km²).